# Лаппмарк
Лаппмарк, также Лаппмаркен (швед. Lappmarken) — историческое название северной части Швеции (включавшей территорию современной Финляндии), населённой преимущественно саамами. 
Территория Лаппмарка приблизительно соответствует историческим провинциям Лаппланд (Швеция) и Лаппи (Финляндия), но 
могла пониматься и шире, включая территории Вестерботтена, Норрботтена, Емтланда, а также губернии (фюльке) Финнмарк в Норвегии.

## Области Лаппмарка
По крайней мере с начала XIV века до 1550 года в северных районах Швеции биркарлы обладали монополией на торговлю с саамами. За это право они ежегодно платили короне, защищавшей их права. Биркарлы, которые жили в низовьях Турнеэльвен, Лулеэльвен и Питеэльвен, разделили эту территорию на отдельные регионы (лаппмарки), географически представлявшие собой долины рек с прилегающими территориями. Так появились шесть лаппмарков:
- Кеми-Лаппмарк (с 1809 года в составе Финляндии)
- Луле-Лаппмарк
- Люкселе-Лаппмарк
- Оселе-Лаппмарк
- Пите-Лаппмарк
- Турне-Лаппмарк (в XVI веке простирался до Норвежского моря, в XVII веке включал в себя всё плоскогорье Финмаркен, входя в состав то Швеции, то Финляндии, то Норвегии)

Эти территории превратились в административные единицы, когда Густав Васа в 1550 году отменил привилегии биркарлов, позволив своим фогтам напрямую взимать налог с саамов.